# Vibraimagen
Vibraimagen es un método destinado para medir los micromovimientos y las vibraciones de un objeto por medio de videoprocesamiento. La vibraimagen humana o representación óptica por vibración está generalmente asociada a la informática biomédica y combina características de toma de imágenes médicas tales como las IRM, imágenes por ultrasonido, termografías, y tecnologías de contacto como EEG (electroencefalograma), ECG (electrocardiograma) GSR (termorregulación medida por análisis de respuesta galvánico-dérmica). La vibraimagen de un busto de una persona se centra principalmente en el sistema vestibular, en la fisiología y en análisis del movimiento tridimensional para fines de detección psicofisiológica.

## Historia
El enlace directo entre el movimiento reflejo y la actividad cerebral fue descubierto y científicamente probado en 1863 por el fisiólogo ruso Iván Séchenov en su publicación “Los reflejos del cerebro”. Charles Darwin, en su libro “La expresión de las emociones en el hombre y en los animales” en 1872, también declaraba que los movimientos reflejos se asociaban con las emociones. Los métodos e ideas de Sigmund Freud siguen siendo importantes en teorías de psicodinámica clínica. Declaraban que una persona no tiene movimientos aleatorios, sino que cada movimiento viene determinado por la acción cerebral o la fisiología. 
El premio nobel e investigador de la agresión Konrad Lorenz afirma que la amplitud e intensidad de los movimientos reflejos son los que la caracterizan (Sobre la agresión, 1966) . Emilio Mira y López es considerado el psiquiatra y psicólogo más destacado del siglo XX en el mundo de habla hispana. La prueba, denominada por su autor como Psicodiagnóstico Miokinético, es conocida comúnmente como PMK o prueba de Mira y Lopez. Él fue el primer científico en sugerir que el método práctico psicodiagnóstico se basa en un movimiento de cálculo de valores. El PMK tiene el mismo aspecto que un prototipo de Vibraimagen de mediados del siglo XX, solo que sin cámaras ni ordenadores. 
De los científicos mencionados anteriormente, solo varios de ellos se concentraron en los estudios del movimiento, como el neurofisiólogo Nikolai Bernstein, quien dedicó la mayor parte de su vida al estudio de la fisiología del movimiento. Fue él mismo quien también acuñó el término biomecánica, es decir, el estudio del movimiento a través de la aplicación de los principios mecánicos. Los principios del feedback biológico y del movimiento diferenciado descubierto por Bernstein, forman una de las bases del concepto de Vibraimagen y su cálculo del tiempo diferenciado del movimiento humano en aproximadamente 0.1 segundos fue demostrado gracias a Vibraimagen.
Basándose en la ciencia existente y en los principios fisiológicos, la empresa de biometría Elsys Corp. (San Petersburgo, Rusia) desarrolló la tecnología de Vibraimagen (2000). Ahora los sistemas de Vibraimagen están funcionando en varios aeropuertos para controlar el paso de pasajeros sospechosos. Otras aplicaciones de Vibraimagen se están dando en los campos médicos, en la e-Salud, de la psicología, además de en las pruebas de comportamiento, detección de la mentira, emoción, control, autorregulación, fitness, estudios de la vida animal, y se están proporcionando por los distintos tipos de sistemas de Vibraimagen. 

## Método
Vibraimagen consiste en una tecnología de procesamiento de video-imagen, que transforma imágenes de video estándar, por medio de una acumulación de campos diferenciales, en una visualización de valores de movimiento por cada píxel. La biomecánica se centra en los micromovimientos de una persona al igual que en complejos procesos de vibración y calcula la amplitud y la frecuencia de la vibración de un objeto en cada píxel de una cámara para el tiempo de acumulación elegido. La vibraimagen externa produce un contorno de vibraimágenes de determinada amplitud y frecuencia alrededor de una persona que tiene el aspecto de ser su aura.
Este método no necesita más que una videocámara estándar de baja frecuencia para captar la imagen y un ordenador personal para descargarle el software para poder ver la vibraimagen. 
Vibraimagen se caracteriza por la energía vibratoria de un objeto y por una serie de parámetros, histogramas y gráficos. La dependencia entre los parámetros vibratorios principales y el estado emocional se conoce como Reflejo vestíbulo emocional (RVE). Este reflejo de vestíbulo-energía se utiliza para hacer correlaciones entre los parámetros mecánicos de movimiento y las características psicofisiológicas del estado humano y de las emociones. El micromovimiento de una persona se muestra con una coordinación de equilibrio vertical, en un proceso de imagen treflex como el ritmo cardíaco o la respiración, por lo que se podría utilizar también para detección psicológica. Al igual que otros métodos de detección psicofisiológica humana, el de Vibraimagen tiene algunos detractores que lo tachan de controladores de la mente. Lo consideran un método que vulnera los derechos humanos por un lado, y un procedimiento pseudocientífico por otro. Prácticamente todos y cada uno de los científicos mencionados como Charles Darwin e Ivan Sechenov fueron perseguidos por la Iglesia acusados de materialismo e ideas sobre emociones y mentes humanas caracterizadas a través de movimientos físicos. 

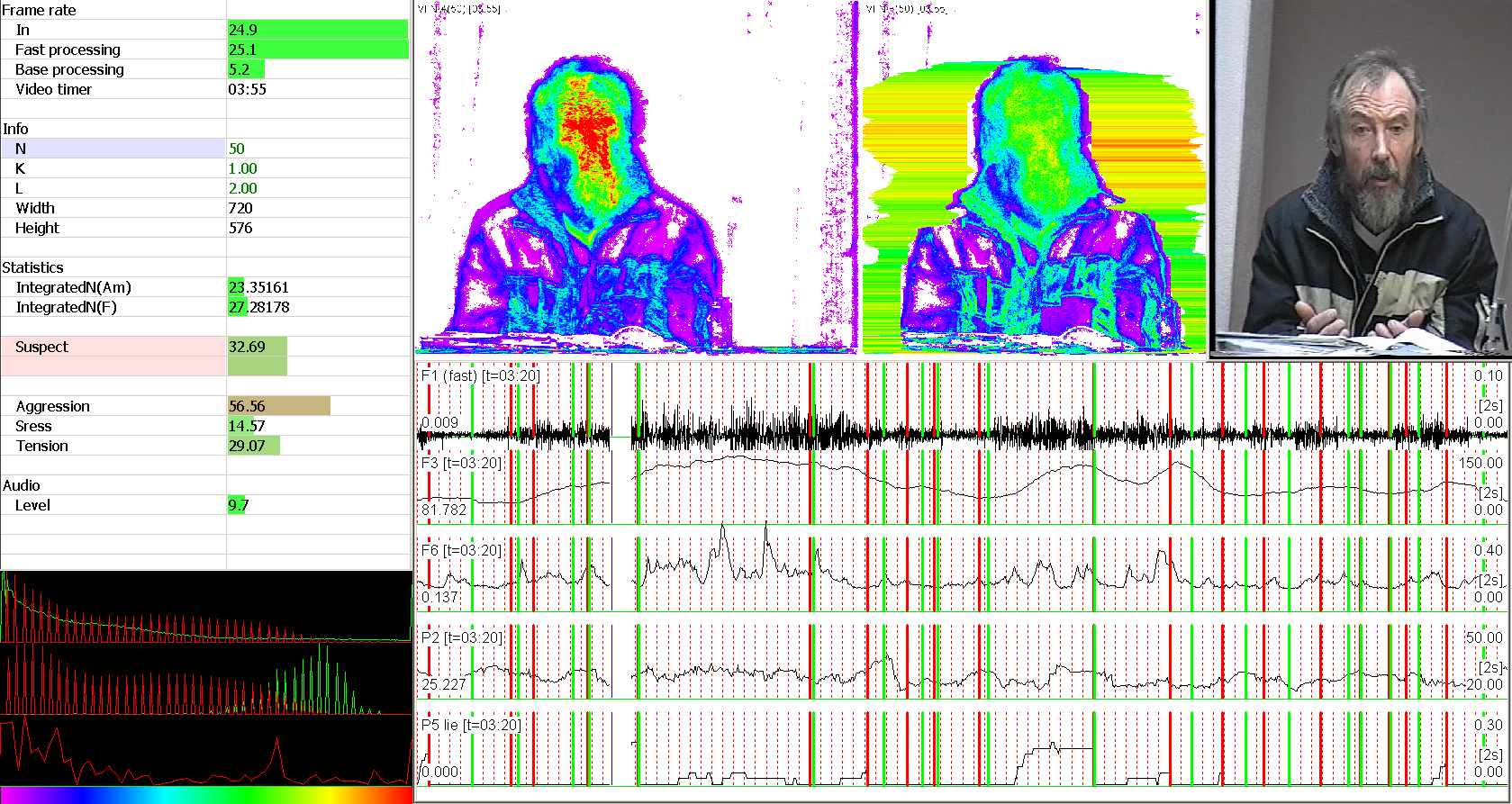
La vibraimagen de amplitud, la vibraimagen externa, la imagen real en video y la dependencia temporal de los parámetros de una vibraimagen, la detección de la mentira, el cálculo de las emociones, etc, durante la investigación